# Withycombe
Withycombe är en ort och civil parish i Storbritannien.   Den ligger i grevskapet Somerset och riksdelen England, i den södra delen av landet, 230 km väster om huvudstaden London. Withycombe ligger 72 meter över havet och antalet invånare är 293.
Terrängen runt Withycombe är kuperad åt sydväst, men åt nordost är den platt. Havet är nära Withycombe åt nordost. Runt Withycombe är det ganska glesbefolkat, med 48 invånare per kvadratkilometer. Närmaste större samhälle är Minehead, 7,0 km nordväst om Withycombe. Trakten runt Withycombe består i huvudsak av gräsmarker.